# Villa Ohlendorff

Villa Ohlendorff um 1900

Einer der ebenfalls von Haller gestalteten Salons in der Villa Ohlendorff

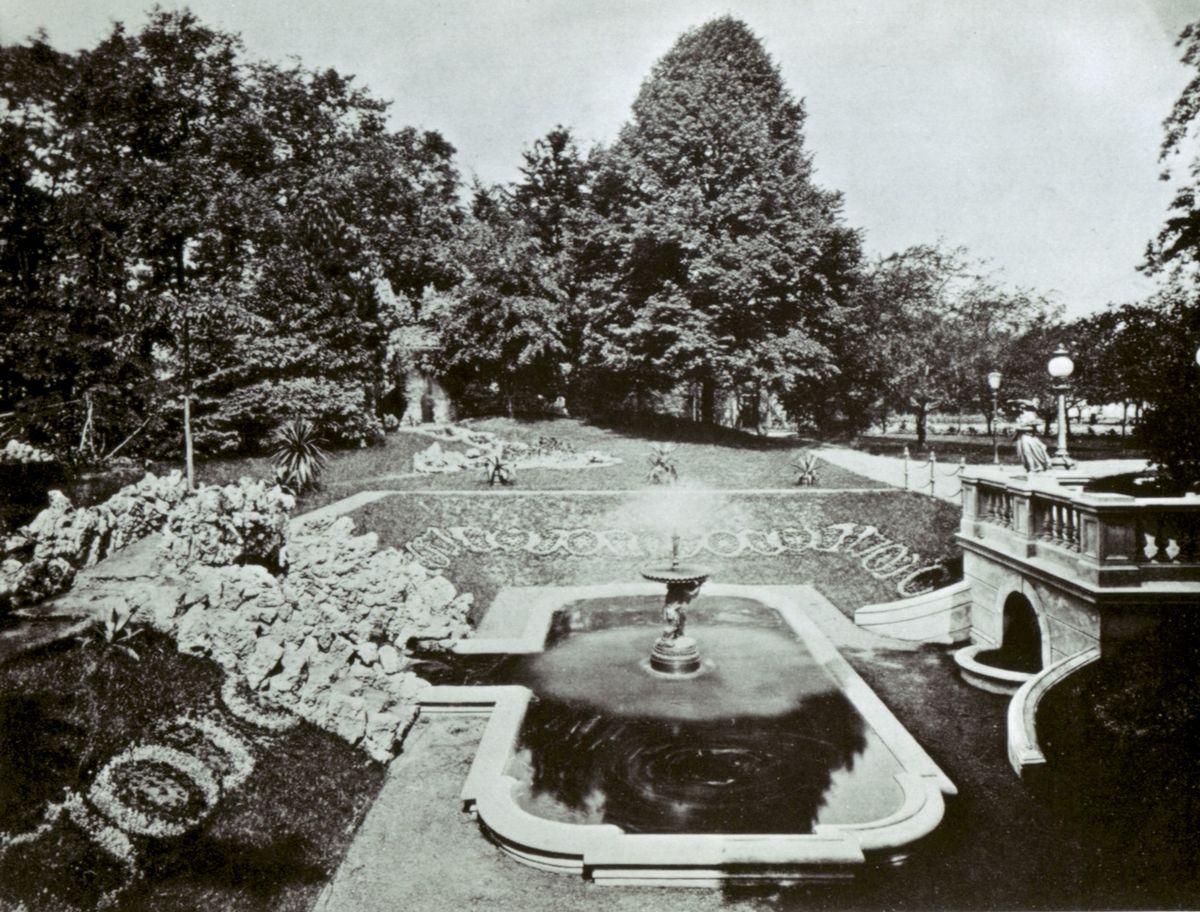
Ohlendorff-Park

Die Villa Ohlendorff, auch Palais Ohlendorff, war ein repräsentatives Stadtpalais im Hamburger Stadtteil Hamm. Es wurde von 1872 bis 1874 von Martin Haller für den Kaufmann Heinrich von Ohlendorff im Stil der Neorenaissance erbaut und 1943 bei Luftangriffen auf Hamburg zerstört. Von 1930 bis zur Zerstörung diente es als Wohn- und Atelierhaus für Künstler der Hamburgischen Sezession.
Ohlendorff war durch den Handel mit dem Düngemittel Guano zu großem Reichtum gekommen und kaufte ab 1869 mehrere große Gartengrundstücke von insgesamt 6,2 ha beim „Hammer Baum“, zwischen Landwehr, Hammer Landstraße und Schwarzer Straße. Er bewohnte mit seiner Familie zunächst ein dort vorhandenes Landhaus, ordnete den verwilderten Garten neu und ließ mehrere Nebengebäude (Kutscherwohnung, Ställe, ein Wildgatter für Damhirsche) anlegen. Nach seiner Erhebung in den Adelsstand beauftragte er Haller mit dem Bau eines „standesgemäßen“ Wohnhauses, das nicht nur für seine große Familie, sondern auch für Festbankette und andere gesellschaftliche Anlässe Raum bieten sollte. Die Baukosten betrugen 450.000 Mark.
Ohlendorff bezog das Haus im Winter 1873. In der Vorhalle führten an beiden Seiten Marmortreppen zu den Räumlichkeiten. Das Wandgemälde stammte von Bruno Piglhein. Die Decke des Festsaals war vergoldet, die Wände marmorverkleidet. Einen weiteren Festsaal schmückte ein Deckengemälde von Anton von Werner. Das Esszimmer war mit Schnitzereien aus Eiche verziert. Das Herrenzimmer war geschmückt mit Geweihen und Waldlandschaften. Im Obergeschoss waren die Wohn- und Schlafräume, ebenerdig die Küche und Wirtschaftsräume. Haller vermerkte in seinen Erinnerungen, dass sein Bauherr auf einem kleinen runden fensterlosen Raum bestanden hatte, um bei tobendem Sturm in Ruhe Skat spielen zu können.
Zum Haus gehörte auch ein sechs Hektar großer Park, der mit exotischen Bäumen, Springbrunnen, Wasserfall, einer Grotte und ähnlichen zeittypischen Repräsentationsschmuck versehen war. Für seine Orchideensammlung, die zu den größten ihrer Zeit gehörte, ließ Ohlendorff ein Gewächshaus bauen.

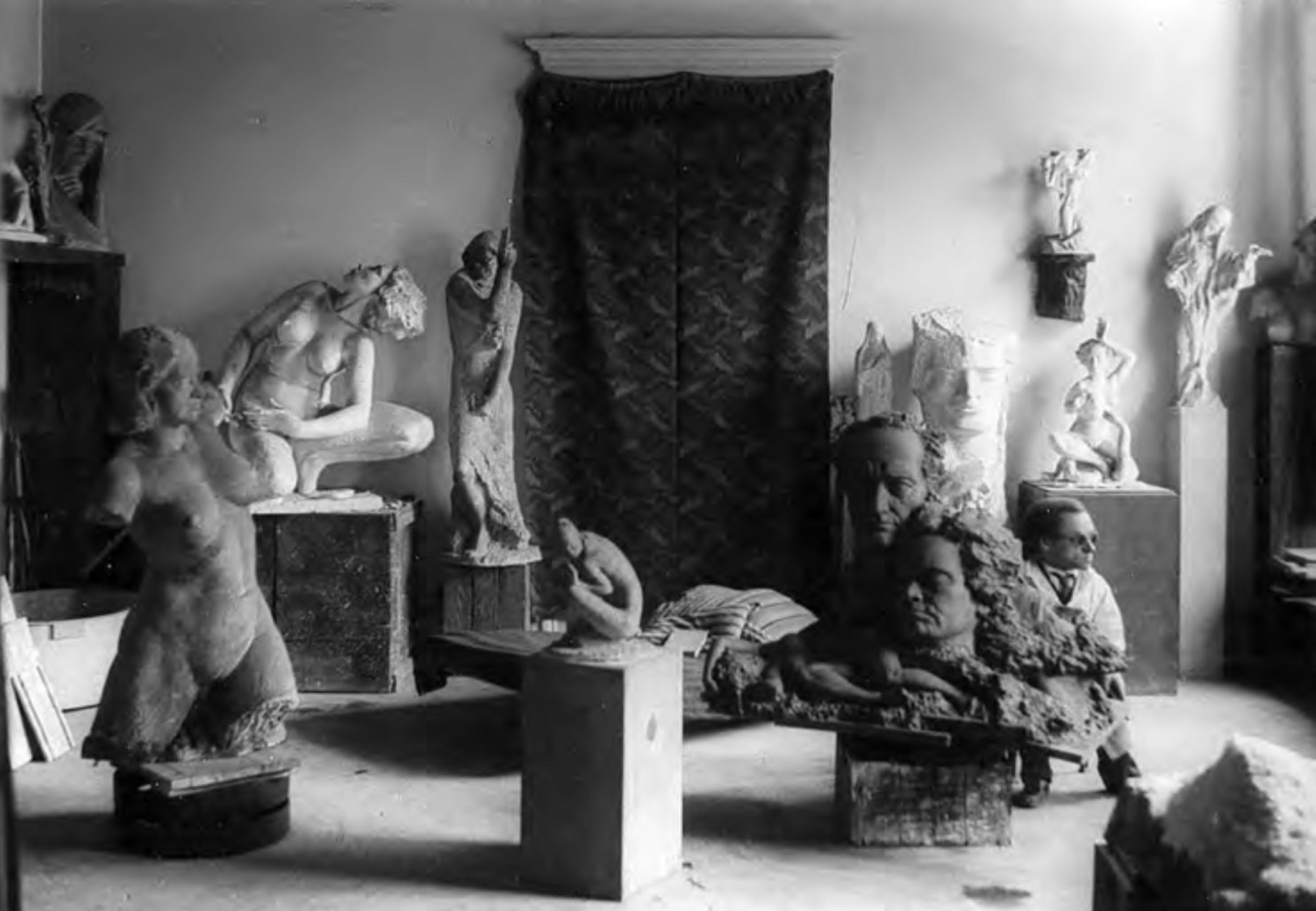
Emil Rasmus Jensen in seinem Atelier in der Ohlendorff-Villa (1930er Jahre)

Nach Ohlendorffs Tod verkauften seine Erben das Grundstück 1930 an die Stadt Hamburg, die das Haus zeitweise an Künstler vermietete, aber auch als Behördensitz oder Ausweichquartier für eine benachbarte höhere Mädchenschule nutzte. Der Park wurde in einen öffentlichen Park umgewandelt und bis 1943 genutzt. Bei den großen Luftangriffen auf Hamburg im Sommer 1943 wurden Gebäude und Park schwer zerstört, die Ruinen aber noch als Notunterkunft für ausgebombte Familien genutzt und Teile des Parks als Grabeland zum Nahrungsmittelanbau verpachtet.
Nach dem Krieg wurde das Gelände nicht wieder hergerichtet, sondern komplett neu bebaut. Auf dem einstigen Parkgelände befinden sich heute unter anderem der U-Bahnhof Burgstraße, Teile einer Grundschule und das 2019/20 neu eröffnete Sportzentrum der Hamburger Turnerschaft von 1816. Einer der zwei Löwen, die einst die Freitreppe der Villa zierten, steht heute im Blohms Park.